# Corneilhan
Corneilhan település Franciaországban, Hérault megyében. Lakosainak száma 1632 fő (2022. január 1.). Corneilhan Béziers, Lieuran-lès-Béziers, Lignan-sur-Orb, Pailhès, Puimisson és Thézan-lès-Béziers községekkel határos.

## Népesség
A település népességének változása:
| Lakosok száma | 1017 | 1265 | 1363 | 1494 | 1709 | 1713 | 1717 | 1724 | 1694 | 1632 |
|               | 1968 | 1982 | 1990 | 2006 | 2013 | 2015 | 2017 | 2019 | 2020 | 2022 |